# Ericameria linearis
Ericameria linearis là một loài thực vật có hoa trong họ Cúc. Loài này được (Rydb.) R.P.Roberts & Urbatsch mô tả khoa học đầu tiên năm 2005.